# آمبروزینی اس‌ای‌آی. ۴۰۳
آمبروزینی اس‌ای‌آی. ۴۰۳ (به انگلیسی: Ambrosini_SAI.403) یک هواگرد ملخ‌پیشین تک‌موتوره از نوع Light fighter ساخت شرکت Ambrosini است. هواگرد آمبروزینی اس‌ای‌آی. ۴۰۳ نخستین پروازش را در ۱۹۴۳ میلادی انجام داد. در مجموع، تعداد ۱ فروند از این هواگرد ساخته شده‌است.